# Слоупстайл
Слоупста́йл (англ. slopestyle, от англ. slope — склон (гора для катания) и англ. style — стиль) — тип соревнований по таким видам спорта как: фристайл, сноуборд, маунтинбординг, состоящий из выполнения серии акробатических прыжков на трамплинах, пирамидах, контр-уклонах, дропах, перилах и т. д., расположенных последовательно на всём протяжении трассы.
Слоупстайл требует хорошей технической подготовки спортсменов и точности выполнения трюков, так как падение на трассе может привести к потере скорости и невозможности выполнения следующего трюка. Фигуры на трассе могут быть расположены в один, два или более рядов и, проходя трассу по тому или иному участку, спортсмен имеет возможность выбора препятствия.
Слоупстайл в сноуборде включён в программу Всемирных экстремальных игр (англ. X-Games).
Слоупстайл в лыжном фристайле и сноуборде включён в программу зимних Олимпийских игр 2014 года в Сочи.

## Результаты соревнований на Олимпийских играх
| Соревнование   | Золото          | Серебро       | Бронза         |
| -------------- | --------------- | ------------- | -------------- |
| Олимпиада 2022 | Максанс Парро   | Су Имин       | Марк Макморрис |
| Олимпиада 2018 | Редмонд Джерард | Максанс Парро | Марк Макморрис |
| Олимпиада 2014 | Сейдж Коценбург | Столе Сандбек | Марк Макморрис |

| Соревнование   | Золото               | Серебро       | Бронза        |
| -------------- | -------------------- | ------------- | ------------- |
| Олимпиада 2022 | Зои Садовски-Синнотт | Джулия Марино | Тесс Коуди    |
| Олимпиада 2018 | Джейми Андерсон      | Лори Блуэн    | Энни Рукаярви |
| Олимпиада 2014 | Джейми Андерсон      | Энни Рукаярви | Дженни Джонс  |

| Соревнование   | Золото           | Серебро      | Бронза             |
| -------------- | ---------------- | ------------ | ------------------ |
| Олимпиада 2018 | Эйстейн Бротен   | Ник Геппер   | Алекс Больё-Маршан |
| Олимпиада 2014 | Джосс Кристенсен | Гас Кенуорти | Ник Геппер         |

| Соревнование   | Золото         | Серебро        | Бронза         |
| -------------- | -------------- | -------------- | -------------- |
| Олимпиада 2022 | Матильда Гремо | Эйлин Гу       | Келли Сильдару |
| Олимпиада 2018 | Сара Хёффлин   | Матильда Гремо | Изабель Аткин  |
| Олимпиада 2014 | Дара Хауэлл    | Девин Логан    | Ким Ламарр     |

## Галерея

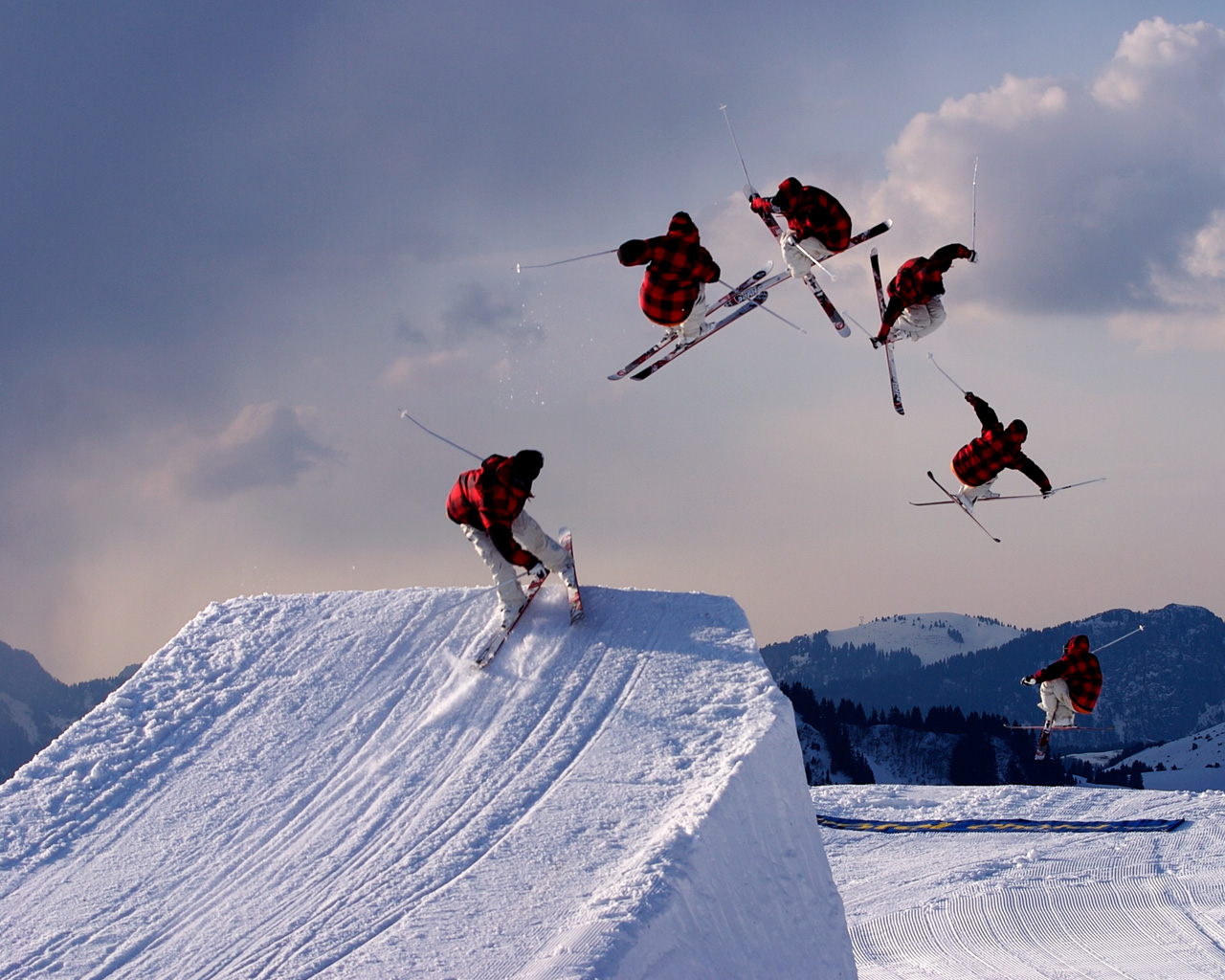
Лыжный слоупстайл
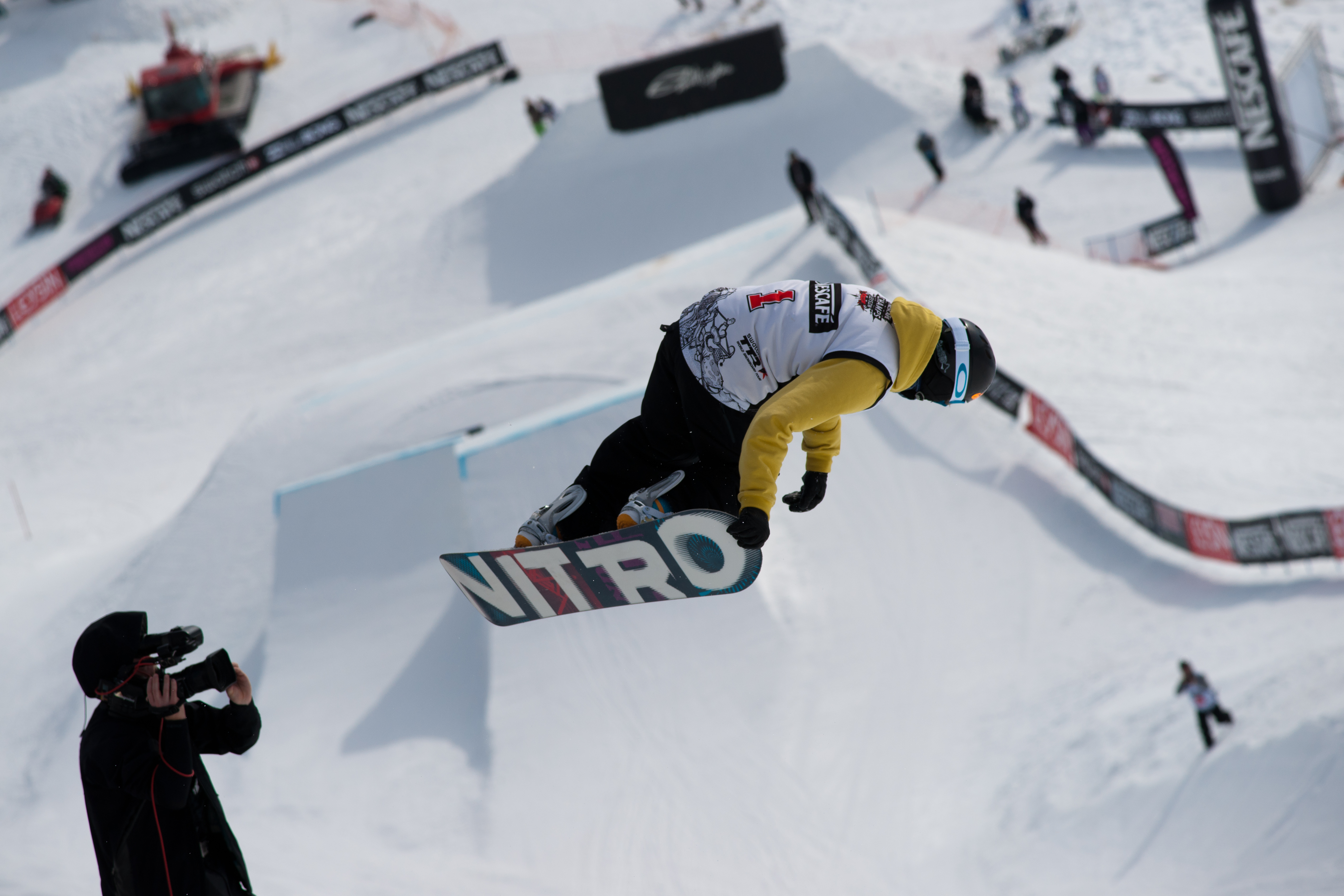
Сноубордист в прыжке
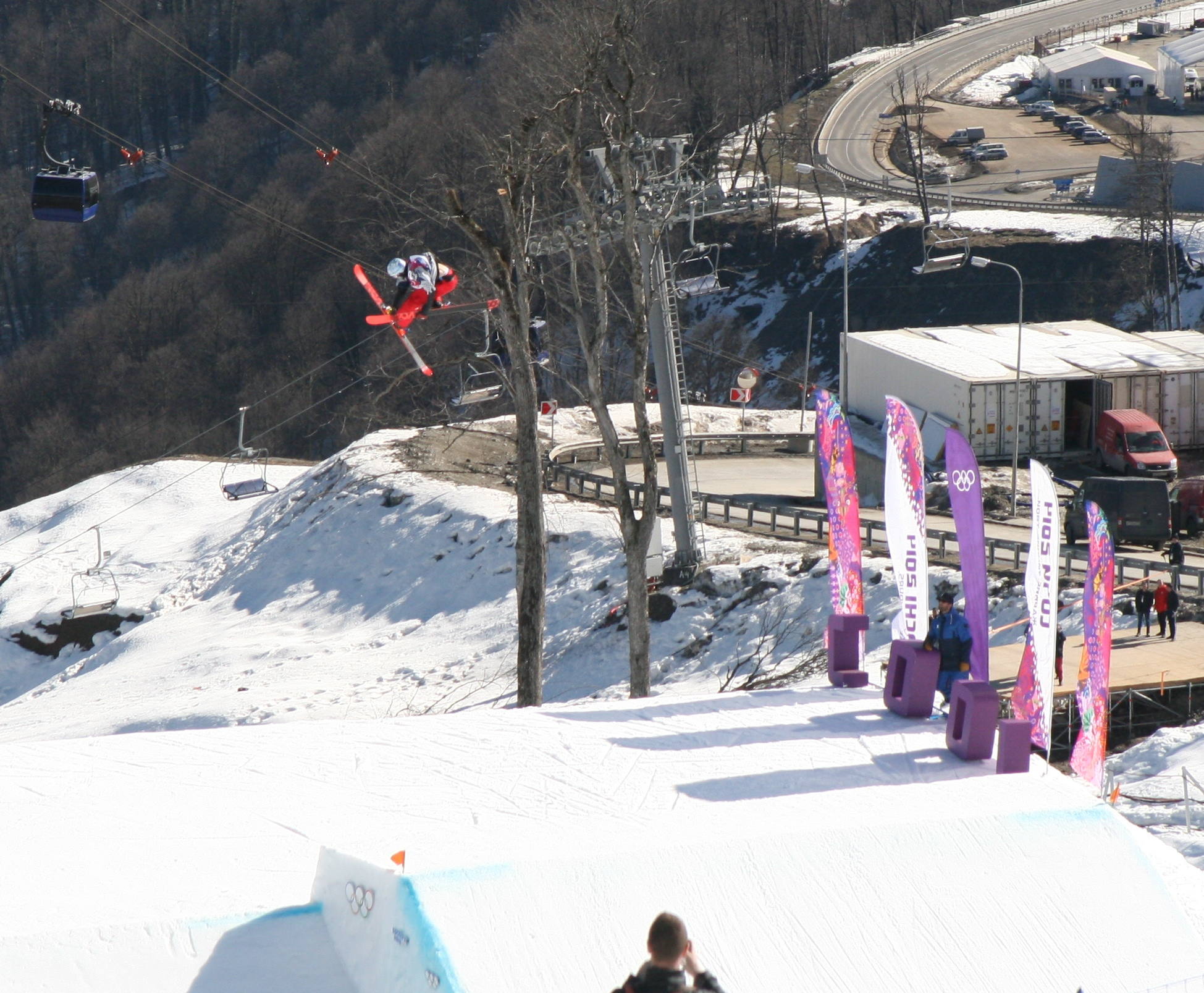
Дебют фристайла на зимних Олимпийских играх 2014 года в Сочи